# Silent Life
Pour plus de détails, voir Fiche technique et Distribution.
Silent Life (littéralement « Vie silencieuse ») est un film dramatique muet américain réalisé par Vladislav Kozlov et sorti en 2023.

## Fiche technique
Sauf indication contraire, les informations mentionnées dans cette section peuvent être confirmées par la base de données cinématographiques IMDb,  présente dans la section « Liens externes ».
- Titre original complet : Silent Life: The Story of the Lady in Black
- Réalisation : Vladislav Koslov
- Scénario : Natalia Dar, Ksenia Jarova et Vladislav Kozlov
- Musique : Greg Dombrowski
- Direction artistique : Monette Searles
- Décors : Natalia Dar et Regina O'Brien
- Costumes : Mildred Brignoni, Emilyna Cullen, Nazhat Hester, Rhona Meyers et Jessica Wenger
- Photographie : Sergei Kozlov, Vladislav Kozlov, Per Larsson et Massimiliano Trevis
- Montage : Michael J. Duthie, Vladislav Kozlov	et Frank Morriss
- Production : Natalia Dar, Vladislav Kozlov et Youri Ponomarev

Production déléguée : Leonid Lebedev et Dmitriy Pristanskov
Production exécutive : Claudia Antonucci, Stephen Nelson et Frank Zanca
- Sociétés de production : Dreamer Pictures et Rudolph Valentino Productions
- Société de distribution : n/a
- Pays de production :  États-Unis
- Langue originale : muet
- Format : couleur / noir et blanc
- Genre : drame
- Durée : 96 minutes
- Dates de sortie[1] :
  - États-Unis : 19 février 2023 (Sedona International Film Festival)
  - États-Unis : 20 novembre 2023 (sortie limitée)

## Distribution
- Vladislav Kozlov : Rudolph Valentino
- Ksenia Jarova : Natacha Rambova
- Isabella Rossellini : Gabriella Guglielmi
- Terry Moore : la dame en noir
- Sherilyn Fenn : Alla Nazimova
- Franco Nero : Alexander De Salm
- Monte Markham : le docteur Mecker
- Jack Osbourne : Dick Dorgan
- Jason Johnson : Stanley Levy

## Production

### Développement
En 2006, après des années de fascination et de recherches sur l'acteur Rudolph Valentino à qui il se ressemble, Vladislav Kozlov réalise un court métrage muet de 17 minutes en noir et blanc Daydreams of Rudolph Valentino. Ce projet est fondé par le Hollywood Forever Cemetery, où l'acteur Rudolph Valentino est inhumé. Son talent convainc aux fournisseurs et aux professionnels des industries cinématographiques qui lui contribuent des équipements, des emplacements et des services.
En 2008, il décide d’en faire un long métrage pendant dix ans. Il coécrit avec Natalia Dar et Ksenia Jarova. Il coproduit avec Natalia Dar et Youri Ponomarev de sa production Dreamer Pictures,.

### Distribution des rôles
En décembre 2017, Terry Moore est engagée à interpréter le rôle de la dame en noir aux côtés des acteurs Franco Nero et Isabella Rossellini.
En août 2018, Sherilyn Fenn se joint à l'équipe dans le rôle d'Alla Nazimova,.

### Tournage
Le tournage a lieu à Los Angeles, en février 2018. Précisément au cimetière Hollywood Forever Cemetery, ainsi qu'au restaurant Miceli's et au musée privé de Rudolph Valentino appartenant à la propriétaire Tracy Terhune à Hollywood.